# The Jon Spencer Blues Explosion

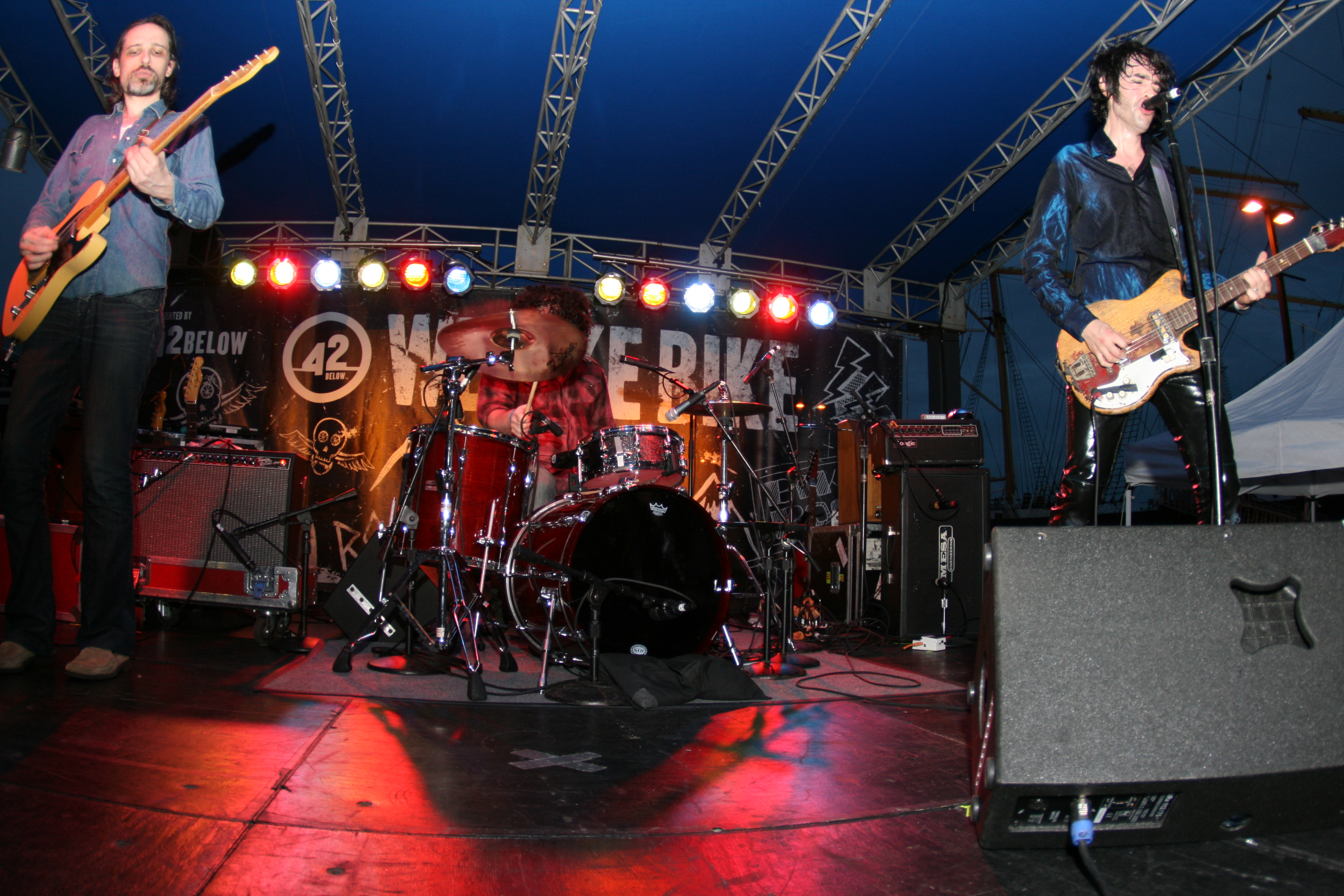
The Jon Spencer Blues Explosion 2009

The Jon Spencer Blues Explosion, ab dem Jahr 2004 auch vorübergehend verkürzt zu Blues Explosion, war eine 1991 in New York City gegründete US-amerikanische Rockband. Die Band bestand aus Jon Spencer (Gesang, Gitarre, Theremin), zuvor Gründungsmitglied der Noise-Band Pussy Galore, Judah Bauer (Gitarre) und Russell Simins (Schlagzeug). Ihre Musik verbindet Elemente aus Rock ’n’ Roll, Blues, Soul, Rockabilly, Noise, Punk und Hip-Hop mit gelegentlichem Einsatz eines Theremin-Solos. Die Band verzichtet in ihrer Musik weitgehend auf die Verwendung von Bass-Instrumenten wie E-Bass oder Kontrabass.
Zwischen 1993 und 2004 stand die Gruppe bei Matador Records unter Vertrag. Drei der auf diesem Label erschienenen Alben erreichten die Billboard Charts, und zwar Now I Got Worry (1996, Platz 121), Acme (1998, Platz 180) und Plastic Fang (2002, Platz 196).
Nach der Tournee zum Album Freedom Tower – No Wave Dance Party 2015 löste sich die Band 2016 auf. Jon Spencer tritt seitdem als Solokünstler und Frontmann der Band Jon Spencer & The HITmakers in Erscheinung.

## Diskografie

### Studioalben
Aufgeführt ist jeweils das Erstveröffentlichungsjahr, unabhängig von späteren Wiederveröffentlichungen.
- 1992: Jon Spencer Blues Explosion
- 1992: Crypt Style
- 1993: Extra Width
- 1994: Orange
- 1996: Now I Got Worry
- 1998: Acme
- 2002: Plastic Fang
- 2004: Damage
- 2012: Meat + Bone
- 2015: Freedom Tower – No Wave Dance Party 2015[2]

### Remix-, Live-Alben und Zusammenstellungen
- 1994: Mo' Width - Unveröffentlichtes Material und alternative Versionen aus den Extra Width-Sessions.
- 1995: Experimental Remixes - Remix-Album des Studioalbums Orange
- 1997: Controversial Negro - Live-Album, zunächst nur in Japan offiziell erhältlich, erst 2010 weltweit wiederveröffentlicht
- 1999: Acme Plus (in den USA: Xtra Acme, in Japan: Ura Acme) - Sammlung von Remixen, sowie B-Seiten und unveröffentlichten Aufnahmen aus den Acme-Sessions; japanische Version enthält als einzige das Stück "New Year (Destroyer)"
- 2007: Jukebox Explosion Rockin' Mid-90s Punkers - Sammlung von zuvor nur auf Vinyl erschienenen Singles und unveröffentlichten Stücken
- 2010: Dirty Shirt Rock 'n' Roll: The First Ten Years - Die Jahre 1992 bis 2002 umfassende Best-of-Zusammenstellung

## Belege
1. ↑  Jon Spencer Says the Blues Explosion Is No More auf pitchfork.com (abgerufen am 23. März 2022)
2. ↑  Freedom Tower – No Wave Dance Party 2015, Rezension in Der Standard vom 24. April 2015, abgerufen am 30. April 2015